# Uberella alacris
Uberella alacris är en snäckart som beskrevs av Dell 1956. Uberella alacris ingår i släktet Uberella och familjen borrsnäckor. Inga underarter finns listade i Catalogue of Life.